# Tintinnabulum

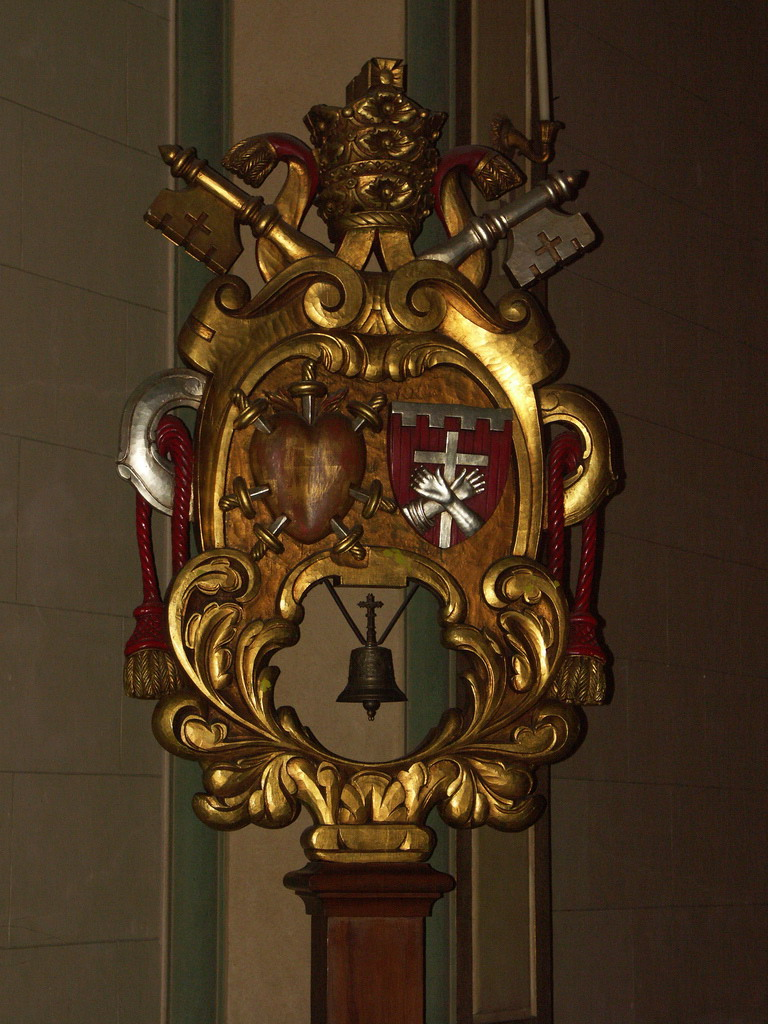

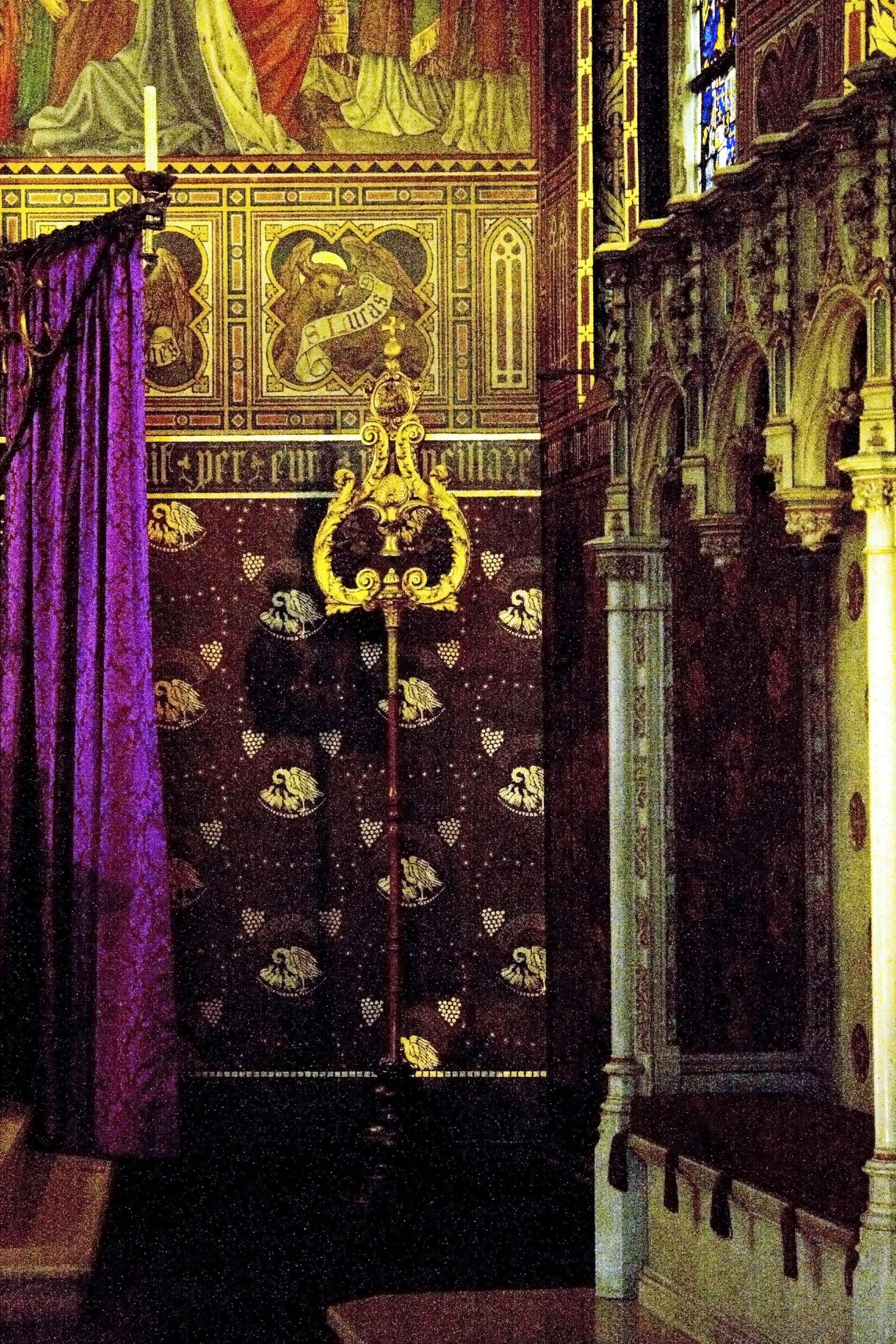

Tintinnabulum – dzwoneczek na drzewcu, umieszczony w bazylikach rzymskokatolickich dla podkreślenia więzi świątyni z papieżem.
W Polsce tintinnabulum zachowało się m.in. w bazylice mniejszej pw. św. Mikołaja w Gdańsku (dominikanie).